# Rolf Kühn
Pour les articles homonymes, voir Kühn.
Rolf Kühn, né le 29 septembre 1929 à Cologne et mort le 18 août 2022 à Berlin, est un musicien allemand de jazz, jouant de la clarinette et du saxophone, également compositeur et chef d'orchestre.

## Biographie
Rolf Kühn est le frère du pianiste Joachim Kühn (né en 1944).
À huit ans, il commence des études de piano à Leipzig et s'initie à la clarinette à douze ans.
En 1950, il passe en Allemagne de l'Ouest.
Il vit aux États-Unis de 1956 à 1959. Il joue dans les plus grands clubs de New York et de Chicago et participe au Newport Jazz Festival en 1957.
Il dirige plusieurs orchestres sous son nom et joue avec de nombreux musiciens réputés comme Chick Corea, Buddy DeFranco, Randy Brecker, Daniel Humair…

## Discographie
- Rolf Kühn and His Sound of Jazz, Fresh Sound, 1960
- Rolf Kühn Feat. Klaus Doldinger, Brunswick, 1962
- Solarius, Amiga, 1964,
- Re-Union in Berlin, CBS, 1965
- Impressions of New York, Impulse!, 1967
- Monday Morning, Columbia, 1968
- Going to the Rainbow, BASF, 1970
- Devil in Paradise, MPS, 1971
- The Day After, MPS, 1972
- Symphonic Swampfire, MPS, 1978
- Cucu Ear, MPS, 1980
- Affairs, Intuition, 1997
- Inside Out, Intuition, 1999
- Smile, Intuition, 2001
- Internal Eyes, Intuition, 2003
- Close Up, 2009
- Bouncing with Bud, In + Out, 2004
- Lifeline 2012
- Stop Time !, Sonorama Records, 2014
- Stereo, MPS, 2015
- Spotlights, MPS, 2016
- Yellow + Blue, MPS, 2018